# Кастратович, Индира
Индира Кастратович, в девичестве Якупович (макед. Индира Кастратовиќ-Јакуповиќ, родилась 2 октября 1970 в Баня-Луке) — югославская и македонская гандболистка, игравшая на позиции правой полусредней; лучший бомбардир чемпионата мира 1997 года с 71 голом; лучшая правая полусредняя чемпионата мира 1999 года. Считается одним из лучших игроков в истории македонского гандбола.

## Карьера
Индира Кастратович играла за югославские клубы «Халас Йожеф», «Югоинспект» и «Вожводац», в Македонии выступала с 1994 по 2006 годы за «Кометал Гёрче Петров», с которым с 1995 по 2006 годы выигрывала неуклонно чемпионат и кубок страны, а в 2002 году выиграла Лигу чемпионов, забив 10 голов в финале. После карьеры игрока некоторое время тренировала «Вардар» из Скопье.
Замужем за гандбольным тренером Зораном Кастратовичем. По происхождению боснийка.

## Достижения

### Как игрок
- Чемпионка Македонии: 1995, 1996, 1997, 1998, 1999, 2000, 2001, 2002, 2003, 2004, 2005, 2006
- Победительница Кубка Македонии: 1995, 1996, 1997, 1998, 1999, 2000, 2001, 2002, 2003, 2004, 2005, 2006
- Победительница Лиги чемпионов ЕГФ: 2002
- Финалистка Лиги чемпионов ЕГФ: 2000, 2005
- Победительница Трофея чемпионов: 2002
- Полуфиналистка Трофея чемпионов: 2004

### Как тренер
- Чемпионка Македонии: 2013, 2014, 2015
- Победительница Кубка Македонии: 2013, 2014, 2015